# TV Cidade (Nova Friburgo)
TV Cidade (Também chamada de TVC Nova Friburgo) é uma emissora de televisão brasileira sediada em Nova Friburgo, no estado do Rio de Janeiro.  Criada em 2010, Opera no canal 8 a cabo e pertence ao Sistema RCA da Comunicação  e é um dos principais veículos de comunicação da cidade, possuindo uma variada grade de programação própria, na maioria jornalísticos. 

## História
Criada em 2010, a TV Cidade começou com o nome TVC News (TV Verdade e Confiabilidade News) no canal 6, em 2017 o canal de TV anunciou um rebranding e passou a se chamar TV Cidade - Nova Friburgo, operando no canal 8 e fazendo parte do Sistema RCA da Comunicação. O principal programa jornalístico da emissora no início foi TVC Notícias , que trazia as notícias de Nova Friburgo, Região e também notícias nacionais. Além dos programas jornalísticos, a TV Cidade se firmou também pela programação variada de entretenimento local, sempre valorizando artistas e cultura da região serrana. Entre várias transmissões importantes, no ano de 2020, a TV Cidade promoveu 2 debates entre os candidatos a prefeito de Nova Friburgo.   O canal tem parceria com a TV Câmara para a transmissão de algumas seções da Câmara dos Vereadores de Nova Friburgo.  

## Programas
- TVC Notícias [9]
- TV Camara

- A Cidade - Apresentador por Denys Vassalo

.* Jornal da Cidade - Apresentador João Pedro Aguiar 
- Transparência Nova Friburgo [11]

- Cler In Revista apresentador por Ricardo Cler, produtor de moda e TV.[12]

- Nova Friburgo em Foco
- SOS Hospital do Câncer
- Visão e Ação apresentador por Marcelo Verly, doutor em direito. [13]